# Czesław
Czasław, Czesław – staropolskie imię męskie.
Pierwotnie Czasław (oboczność Cze-//Cza występuje w zapiskach małopolskich i wielkopolskich) składającego się z członu Cza- (ps. *čajati : čati – „spodziewać się, oczekiwać”, jak w Czabor) i -sław („sława”). Mogło oznaczać „tego, który oczekuje sławy”. Niezależnie od powyższego człon Cza-, Cze- mógł być używany w wyniku skrócenia członu Czści- (ps. *čьstiti „okazywać cześć, poważanie, szacunek”, čьstь „cześć”, a także „honor, cnota, zaszczyt, dobre imię”, *čisti, čtǫ „odgadywać, wróżyć, otaczać czcią, poważać”). Byłby to wówczas jeden z wariantów imienia Czcisław, skracanego jednak zwykle na Cisław.
Spotykane także inne dawne formy, w tym skrócenia i zdrobnienia: Czech, Czach, Czasz, Czaszek, Czaszko, Czesz, Czeszek, Czeszko, Czeszk, Czeszka, Czak, Czakan.
Odpowiedniki żeńskie: Czesława, Czasława.
Odpowiedniki w innych językach:
- czeski, serbsko-chorwacki – Česlav
- litewski – Česlovas
- łacina – Ceslaus

Czesław imieniny obchodzi:
- 12 stycznia[1][2]
- 19 kwietnia[1][2]
- 20 kwietnia[1][2]
- 12 czerwca, jako wspomnienie bł. Czesława Jóżwiaka, jednego ze 108 błogosławionych męczenników
- 20 lipca[1][2], jako wspomnienie bł. Czesława Odrowąża
- 2 września[1][2]

## Osoby noszące imię Czesław
- Czesław Białobrzeski – fizyk
- Czesław Blajda – geograf, etnograf, historyk i społecznik
- Czesław Gajda – rzeźbiarz
- Czesław Centkiewicz – pisarz
- Czesław Freudenreich – przemysłowiec
- Czesław Hoc – polityk
- Czesław Jakołcewicz – trener piłkarski
- Czesław Janczarski – poeta
- Czesław Janicki – polityk
- Czesław Jeżyna – lekarz
- Czesław Kiszczak – generał, polityk w czasach PRL
- Czesław Krassowski – architekt
- Czesław Lang – kolarz
- Czesław Lewandowski – biskup katolicki diecezji włocławskiej
- Czesław Litwin – polityk
- Czesław Łuczak – historyk
- Czesław Michniewicz – piłkarz i trener
- Czesław Miłosz – poeta, noblista
- Czesław Mozil – wokalista o pseudonimie artystycznym Czesław Śpiewa
- Czesław Niemen – wokalista
- Czesław Rychlicki – duchowny katolicki
- Czesław Ryll-Nardzewski – matematyk
- Czesław Siekierski – polityk
- Czesław Słania – grawer, projektant znaczków pocztowych i banknotów
- Czesław Stanula – biskup diecezjalny w Brazylii
- Czesław Sterkowicz – nauczyciel, historyk i polityk
- Czesław Tański – pionier lotnictwa i malarz
- Ignacy Oziewicz, pseudonim Czesław.
- Česlovas Sasnauskas – litewski organista i kompozytor
- Czesław Waryszak – wojskowy, generał w czasach PRL
- Czesław Wołłejko – aktor

## Osoby fikcyjne noszące imię Czesław
- Czesio z serialu Włatcy móch
- Czeslaw Meyer z anime Baccano!
- Czesław Basen z serialu komediowego Daleko od noszy. W tej roli Piotr Gąsowski.